# 石浦宏明
石浦 宏明（いしうら ひろあき、1981年4月23日 - ）は、日本のレーシングドライバー。東京都世田谷区出身。

## 経歴
國學院久我山高校在学中の1999年、17歳の時に新東京サーキット・ヤマハクラスに出場しカートレースデビュー。そのデビュー戦でコースレコードを更新してのポールトゥーウィンを飾った。
その後、カートレースで実績を重ね、2002年にザップスピード・レーシングのドライバーオーディションを受けた結果、フルサポートドライバーに合格。フォーミュラトヨタレーシングスクール（FTRS）では受験生が40人だったが、石浦以外の全員が全日本カート選手権経験者だった。石浦は唯一の全日本非経験者ながら最終模擬レースで中嶋一貴や大嶋和也を抑えポールポジションを獲得。しかし10代の受験生が多い中、石浦の年齢が21歳と「高齢」だったことで最終選考会で不合格となる。
2003年から2005年まで3シーズンをエッソ・フォーミュラ・トヨタシリーズで過ごす。石浦は父が広告代理店勤務のサラリーマンで共働きの「普通の家庭」であり、レース界の人脈は無かった。このため2005年のFトヨタ参戦3年目のシートに関しては服部尚貴の電話番号を調べて営業を行い、服部が作った若手ドライバー育成プロジェクトチームである「TeamNaoki」のサポートを得ることに成功しての参戦だった。シリーズランキング3位・優勝2回を記録。また、この年はGC-21シリーズにも参戦し、シリーズチャンピオンを獲得。
その後全日本F3選手権へのステップアップを目指すが、すでに大方のF3シートが埋まっていたこと、交渉の席でも5,000万円の持参金を要求されたなどの理由でステップアップを掴めなかった。同年末、服部の提案でフォーミュラ・ニッポンのルーキーテストに「TeamNaoki」スカラシップにより参加できることになった。シート獲得には至らなかったが、TEAMダンディライアンのマシンをドライブし、トップフォーミュラマシンを経験した。
この頃はレース参戦資金が底を突いていた。石浦は残る100万円の元手でINGINGやザップスピード、ハナシマレーシングから型落ちのシャシーやエンジンなどを借り、ボランティアのメカニックやTeamNaokiの後輩と共に「これでやめよう」という思いで2月に岡山国際サーキットで行われたF3合同テストに石浦曰く「勝手に混ざり込んで」参加した。ここでクラッチがすべるマシン、ツギハギだらけの体制でどのセッションでも上位タイムを記録し総合3番手を記録。これを見たナウモータースポーツの藤田直廣監督が、「速いのに不遇の男がいる」と関谷正徳に話したことがきっかけとなり、2006年からは過去に一度落選していたトヨタ・ヤングドライバーズ・プログラム（TDP）契約ドライバーの一員となり、全日本F3選手権にステップアップすることが出来た。最終戦では「最後のチャンスだから」とトムスの山田健二エンジニアが最新パーツやセッティングを回してくれたこともあり、F3初優勝を挙げシリーズ9位の実績を残した。
2000年代以後のレーシングドライバー成功法はいかにメーカー直系のドライバー育成プログラム路線に乗るかが重要な時代となっており、資金潤沢なスポンサーも持たない中で泥臭く這い上がるステップアップ方法は石浦自身が「僕が最後じゃないですかね」と述べている
こうして2007年、全日本F3選手権にTOYOTA TEAM TOM'Sからフル参戦。手堅く全戦でポイントを獲得し、2勝・ランキング4位となった。同年よりSUPER GT・GT300クラスにもデビューし、TOY STORY Racing Team aprのマシンをドライブ。同じアパートに住み、TDPでは”年下の先輩”である大嶋和也とのコンビは「ヤングガンズ」と呼ばれた。第2戦岡山ラウンドにてGT初優勝を挙げ、第4戦セパンラウンドでも優勝するなど好成績を残し､GT300クラスのドライバーズチャンピオンに輝いた｡
2008年、服部尚貴がテクニカルディレクターを務める名門Team Le Mansに加入し、国内フォーミュラレース最高峰であるフォーミュラ・ニッポンのレギュラーシートを獲得。スーパーGTもGT500クラスへのステップアップを果たし、TOYOTA TEAM TSUCHIYAへ移籍。土屋武士のチームメイトとしてECLIPSE ADVAN SC430をドライブした。
2009年12月19日、ファッションモデルの久保寺瑞紀と結婚。馴れ初めは石浦が2007年に所属したGT300「TOY STORY Racing」のイメージガールを久保寺が務めていたことがきっかけとなった。
2011年は土屋武士を監督に据え、Team Le Mansから分離されたTeam KYGNUS SUNOCOからフォーミュラ・ニッポン参戦、第6戦スポーツランドSUGOで2位に入るなど躍進を見せドライバーズランキング6位に入る。
2012年、ル・マン24時間レースに参戦するトヨタワークスのTS030 Hybridのドライバーに抜擢され、フォーミュラ・ニッポンを離れることになった。しかしル・マンでは事前テストでクラッシュし、背中を痛めたため欠場となってしまった。一方でニュルブルクリンク24時間レースではトヨタ・86でクラス優勝するなど、悲喜こもごものシーズンとなった。
2014年、スーパーフォーミュラに3季ぶりの復帰。p.mu/セルモ INGINGに加入し、開幕戦鈴鹿で3位、第4戦もてぎで2位表彰台を獲得、ドライバーズランキング5位となる。
2015年、セルモに残留しスーパーフォーミュラに前年と同じ体制で参戦。第2戦岡山で自身初のポールポジションを獲得。この時のインタビューで、一週間前に参戦したニュルブルクリンク24時間レースでマーシャルカーに追突して失格、乗車禁止になったことへの責任感と屈辱感を思い出し涙を流した。決勝では小林可夢偉の追撃を振り切り、悲願の初優勝を飾った。第4戦もてぎもポールトゥウィンでの2勝目を飾るなど、自身初のドライバーズチャンピオンを獲得、躍進の一年となった。同年からスーパーGTでもセルモへ移籍し、スーパーフォーミュラでのチーム監督・立川祐路とコンビを組み参戦した。
2016年、雨のためスタートから黄旗のまま終了となった岡山以外では勝利を挙げられなかったが、3度のポールポジションと5度の表彰台を獲得。同年チャンピオンを獲得した国本雄資とともにセルモ・INGINGの初チームズタイトルに貢献した。スーパーGTでは第5戦鈴鹿1000kmで4年ぶりとなるGT500優勝を収めた。
2017年も同体制で参戦。ポールポジション1回・2度の表彰台、優勝は1回のみだったが持ち味の安定感でポイントを確実に獲得し続けてピエール・ガスリー、フェリックス・ローゼンクヴィストとチャンピオン争いを展開し、0.5ポイント差でガスリーを振りきりドライバーズタイトルを獲得した。これにより、F1参戦に必要なスーパーライセンス発給（FIAが規定するライセンスポイントを3年間通算で40ポイント以上獲得）の条件を満たした。しかしF1に参戦していないトヨタ系ドライバーであること、さらにF1シート獲得には20億円以上とも言われる持参金（または持ち込みスポンサー）が必要とされるため、F1参戦は現実的ではなかった。この件に関して2017年開幕前に石浦は公式ブログにて「人生の記念に家を売ってスーパーライセンスを手にしてみるってのもありか!?」と記し、チャンピオン獲得後のインタビューでも「（ライセンス取得費用が）3,000万円かかるらしいんですよ。3,000万は高いですよね」と発言している。スーパーGTでは第2戦富士で、2015年の雪辱となるポールトゥウィンを果たした。
2014年のスーパーフォーミュラ復帰以来2度タイトルを獲得し、他のシーズンでも2014年以外は2018年まで毎年勝利を挙げタイトル争いに加わっており、名実共にスーパーフォーミュラのトップドライバーとなった。
2019年2月、現役ドライバーのままセルモの取締役に就任。
同年8月、鈴鹿10時間耐久レースに参戦。チームメイトは久保田克昭と、石浦の少年時代から憧れの人だった1998年・1999年F1ワールドチャンピオンのミカ・ハッキネンと組んだ。「パレードのときのトークショーで、僕が自分の部屋に彼のサインを飾っていて、真似してそっくりに書けるという話をしたんですが、そうしたらハッキネンさんはすごく喜んでくれましたね」「僕が何度かテストしてマシンセッティングを進め、その最後の状態でハッキネンさんに乗ってもらったところ『クルマはノープロブレム。このままで行こう』と言ってくれました。チームの和を大事にしているな、という印象ですね」と語った。レースではトラブルに巻き込まれることなく22位で完走した。
2020年シーズン終了後、スーパーフォーミュラから「卒業」を発表した。ただレースには参戦しないものの、2022年にはダラーラ・SF19をベースとした開発車両「SF23」のテストドライバーを務めるなど、スーパーフォーミュラとの関わりは続いている。2023年からはスーパーフォーミュラでRookie Racingの監督に就任。かつてSUPERGTでコンビを組んだ大嶋和也がドライバーを務める。

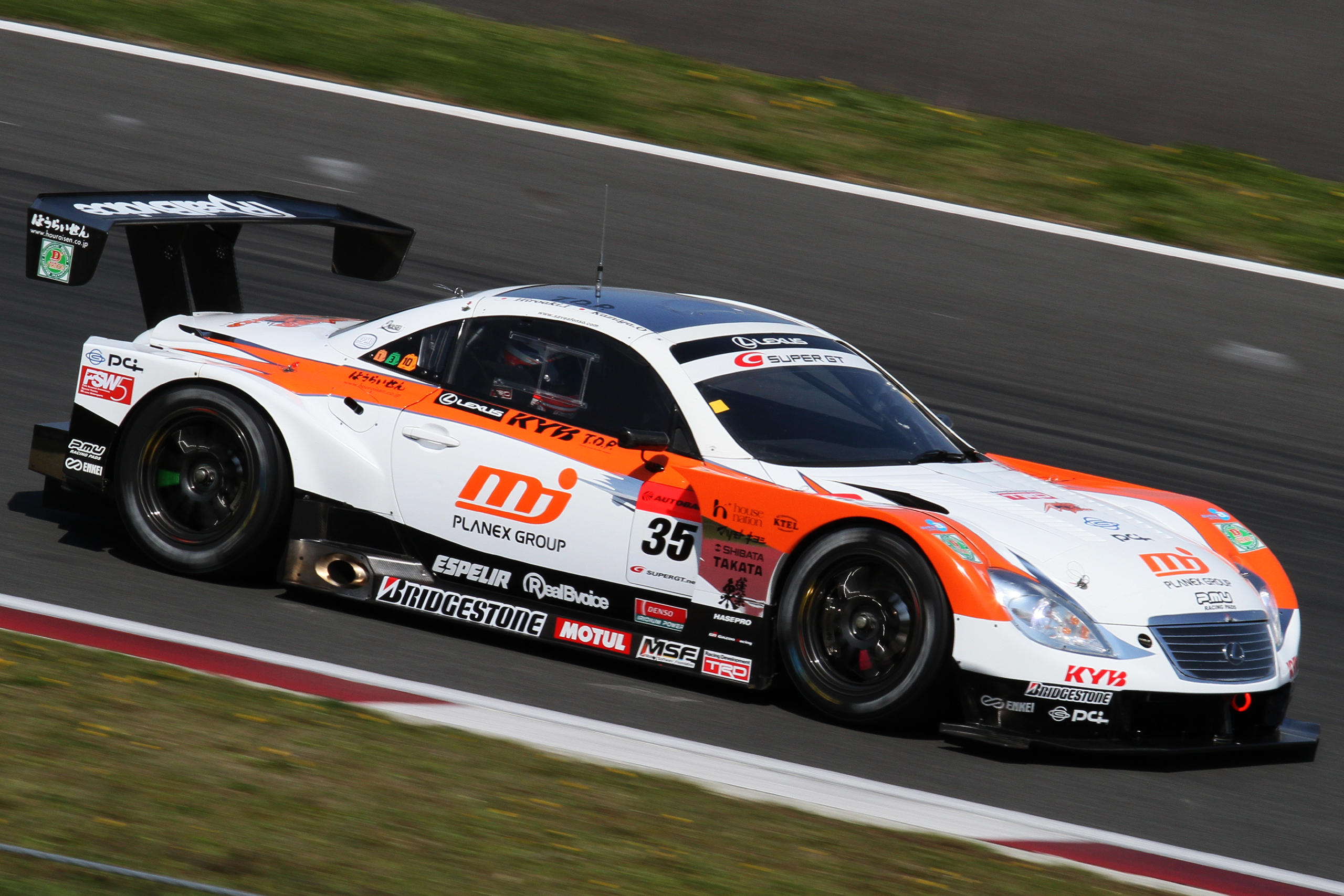
MJ KRAFT SC430（2010年）
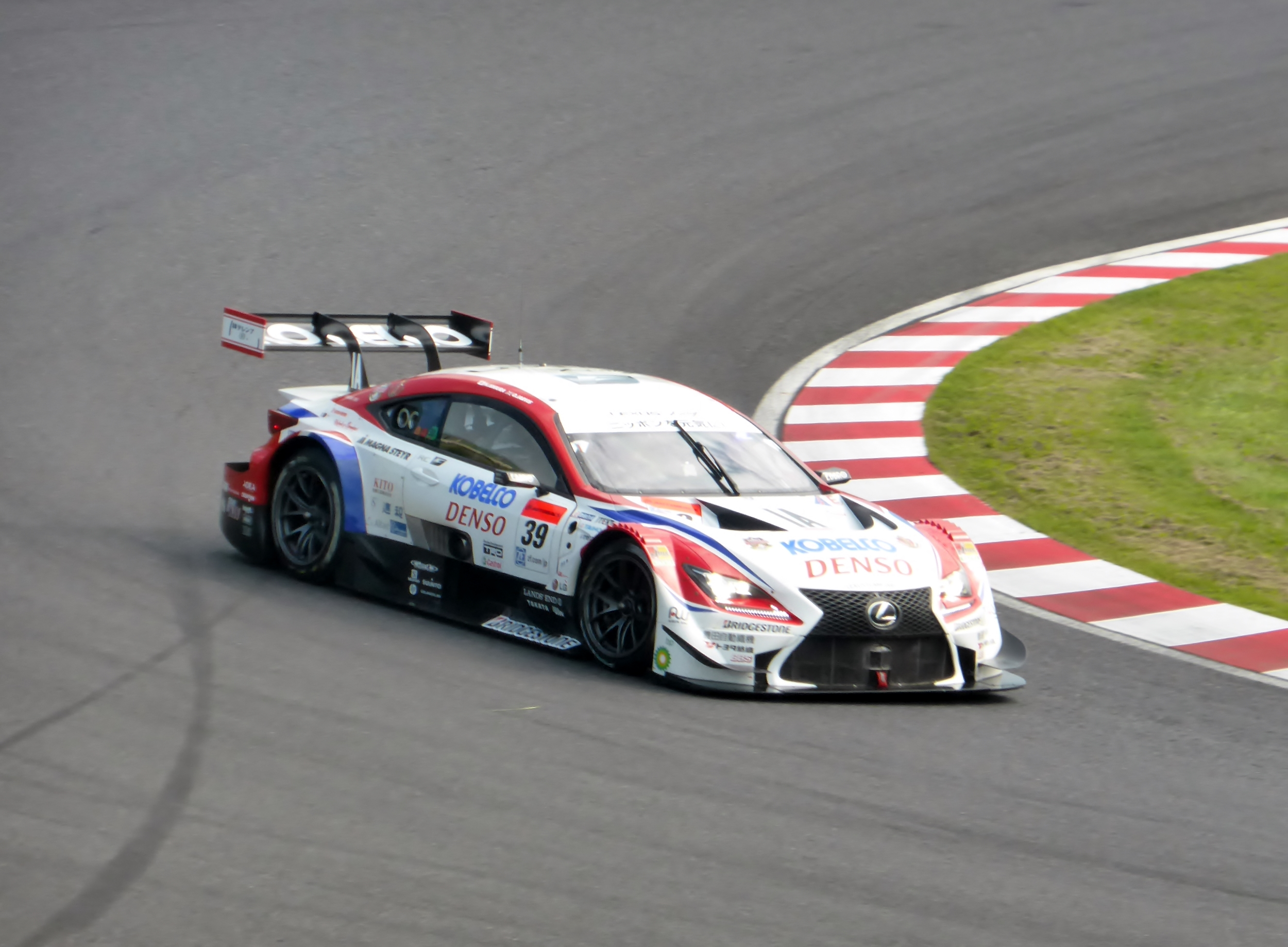
DENSO KOBELCO SARD RC-F（2014年）
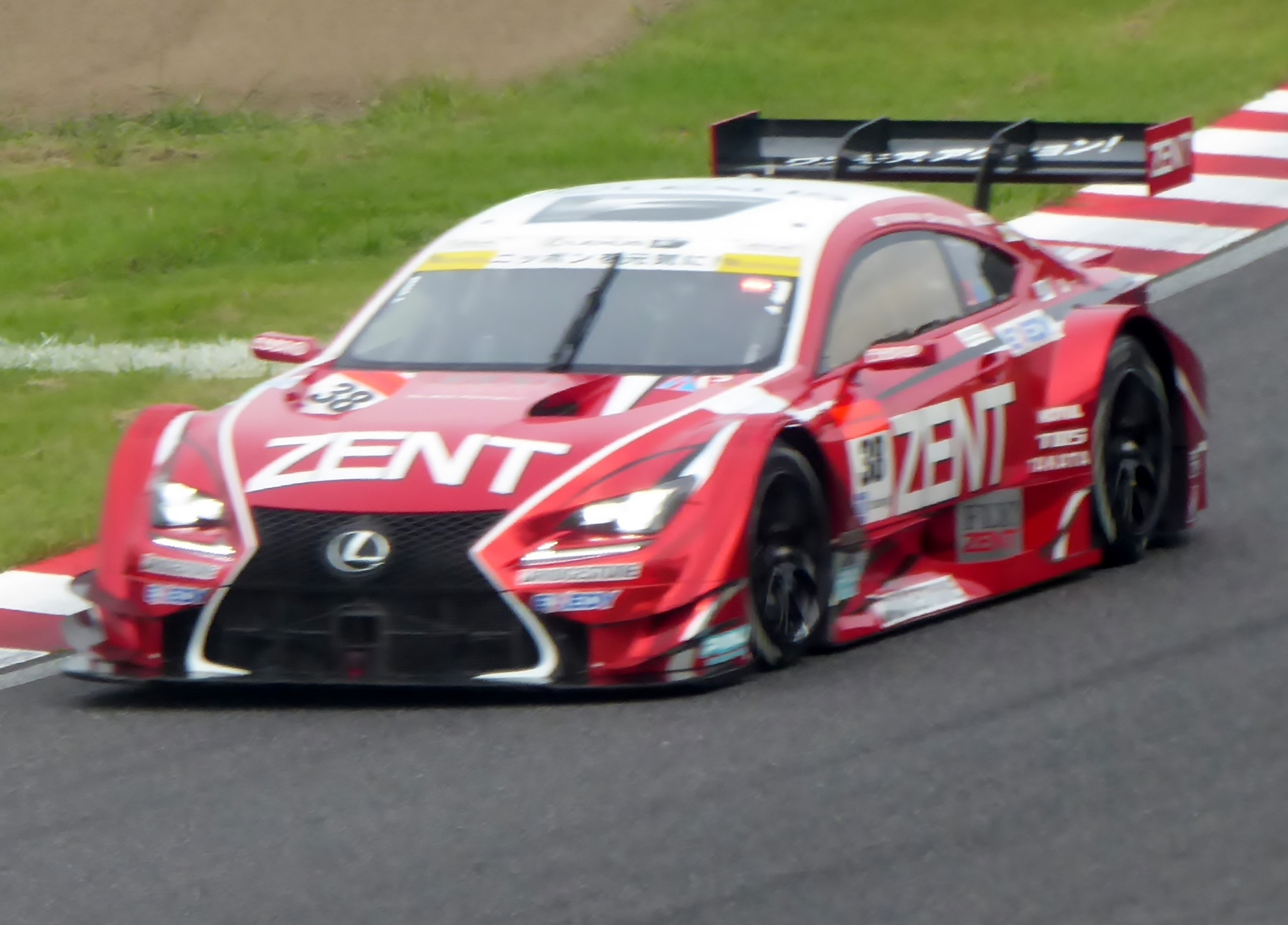
ZENT CERUMO RC F（2015年）

## 人物
- 身長：178cm。
- 体重：70kg。
- 血液型：RH+AB型。
- 國學院大學久我山中学校・高等学校卒業
- 最終学歴：青山学院大学理工学部機械創造工学科中退。
- 2007年、元レースクイーンの久保寺瑞紀と結婚。
- 娘が3人いる[13]
- 愛車：レクサス・LS460 F SPORT、トヨタ・86
- 家にはグランツーリスモとステアリングコントローラーを所有しているとニコニコ生放送で明かした。
- BSフジの番組『 カンニングのDAI安吉日!（2018年3月25日終了）』に2010年頃からDAI安ファミリー一員として不定期出演した。2015年に石浦がスーパーフォーミュラで初タイトルを獲った最終戦JAFグランプリにはDIA安ファミリーのカンニング竹山やDAIGO、笠原美香扮する「ミュラ子」らが駆けつけ、DAIGOはサーキットクイーンの代わりに決勝直前のタイムボードを掲げる進行役を務めた。2016年のDAI安では「ミュラ男」として石浦がミュラ子とおそろいのピンクの衣装を着て解説する場面もあった[14]。
- 幼少期からモータースポーツファンだった石浦にとってミカ・ハッキネンは憧れの存在だった。父が広告代理店で仕事をしており、モービル石油のコマーシャルを担当していた。そこでモービルのCMに出演したハッキネンと仕事を共にしたことがあり、サインをもらってきてくれたのだという[10]。上記の通り、2019年に同じチームで鈴鹿10時間耐久レースへの参戦が実現した。

## レース戦績
- 1999年 - 新東京サーキットヤマハクラス優勝（カートデビューレース）
- 2000年 - 新東京サーキットPRDカップ（シリーズ2位・2勝）
- 2001年
  - 新東京サーキットSSクラス
  - もてぎ選手権FAクラス（シリーズチャンピオン・2勝）
- 2002年 - FTRS受講
- 2003年 - エッソ・フォーミュラ・トヨタシリーズ（トリイレーシング #3 SOH WAKO'S FT／FT30）（シリーズ4位）
- 2004年 - エッソ・フォーミュラ・トヨタシリーズ（ZAP SPEED #14 アイライン ZAP FT／FT30）（シリーズ6位）
- 2005年
  - エッソ・フォーミュラ・トヨタシリーズ（Team Naoki #71 ロッテ爽 TeamNaoki FT／FT30）（シリーズ3位・2勝）
  - GC-21（#10 TeamアイラインGC-21／GC-21）（シリーズチャンピオン・全戦優勝）
- 2006年 - 全日本F3選手権（（株）ナウモータースポーツ #33 広島トヨタダラーラF305／ダラーラF305 3S-GE）（シリーズ9位・1勝）
- 2007年
  - 全日本F3選手権（TOM'S #37 TDP TOM'S ダラーラF307／ダラーラF307 3S-GE）（シリーズ4位・2勝）
  - SUPER GTシリーズ・GT300クラス（apr #101 TOY STORYapr MR-S／TOYOTA MR-S ZZW30 2GR-FE）（シリーズチャンピオン・2勝）
- 2008年
  - 全日本選手権フォーミュラ・ニッポン（Team Le Mans #8／ローラB06/51 RV8J）（シリーズ16位）
  - SUPER GTシリーズ・GT500クラス（TOYOTA TEAM TSUCHIYA #25 ECLIPSE ADVAN SC430／LEXUS SC430 UZZ40 3UZ-FE）（シリーズ15位）
- 2009年
  - 全日本選手権フォーミュラ・ニッポン（Team Le Mans #8／スウィフト017.n RV8K）（シリーズ6位）
  - SUPER GTシリーズ・GT500クラス（LEXUS TEAM KRAFT #35 KRAFT SC430／LEXUS SC430 UZZ40 RV8KG）（シリーズ9位・1勝）
- 2010年
  - 全日本選手権フォーミュラ・ニッポン（Team Le Mans #8／スウィフト017.n RV8K）（シリーズ8位）
  - SUPER GTシリーズ・GT500クラス（LEXUS TEAM KRAFT #35 MJ KRAFT SC430／LEXUS SC430 UZZ40 RV8KG）（シリーズ6位・1勝）
- 2011年
  - 全日本選手権フォーミュラ・ニッポン（Team KYGNUS SUNOCO #8）（シリーズ6位）
  - SUPER GTシリーズ・GT500クラス（LEXUS TEAM SARD #39 DENSO SARD SC430／LEXUS SC430 UZZ40 RV8KG）（シリーズ7位）
- 2012年
  - SUPER GT・GT500クラス（LEXUS TEAM SARD #39 DENSO KOBELCO SC430／LEXUS SC430 UZZ40 RV8KG）（シリーズ3位・1勝）
  - ニュルブルクリンク24時間レース SP3クラス（GAZOO Racing #166 TOYOTA 86／TOYOTA 86 ZN6 FA20）（総合46位・クラス優勝）
- 2013年
  - SUPER GT・GT500クラス（LEXUS TEAM SARD #39 DENSO KOBELCO SC430／LEXUS SC430 UZZ40 RV8KG）
  - ニュルブルクリンク24時間レース SP8クラス（GAZOO Racing #79 LFA／LEXUS LFA LFA10 1LR-GUE）（総合37位・クラス2位）
- 2014年
  - SUPER GT・GT500クラス（LEXUS TEAM SARD #39 DENSO KOBELCO RC F／LEXUS RC F RI4AG）
  - 全日本選手権スーパーフォーミュラ（Project μ/cerumo・INGING #38）
  - ニュルブルクリンク24時間レース SP8クラス（GAZOO Racing #48 LFA／LEXUS LFA LFA10 1LR-GUE）（総合15位・クラス優勝）
  - ニュルブルクリンク耐久レースシリーズ VLN3・SP8クラス（GAZOO Racing #48 レクサス・LFA／1LR-GUE）（総合133位・クラス5位）
- 2015年
  - SUPER GT・GT500クラス（LEXUS TEAM ZENT CERUMO #38 ZENT CERUMO RC F／LEXUS RC F RI4AG）（シリーズ4位）
  - 全日本選手権スーパーフォーミュラ（P.MU/CERUMO・INGING #38）（シリーズチャンピオン・2勝）
  - ニュルブルクリンク24時間耐久レース SP-PROクラス（GAZOO Racing #53 レクサス・LFA Code X／1LR-GUE）（総合14位・クラス優勝）
- 2016年
  - SUPER GT・GT500クラス（LEXUS TEAM ZENT CERUMO #38 ZENT CERUMO RC F／LEXUS RC F RI4AG）（シリーズ6位・1勝）
  - 全日本スーパーフォーミュラ選手権（P.MU/CERUMO・INGING #1）（シリーズ5位・1勝）
- 2017年
  - SUPER GT・GT500クラス（LEXUS TEAM ZENT CERUMO #38 ZENT CERUMO LC500／LEXUS LC500 RI4AG）（シリーズ4位・1勝）
  - 全日本スーパーフォーミュラ選手権（P.MU/CERUMO・INGING #2）（シリーズチャンピオン・1勝）
- 2018年
  - SUPER GT・GT500クラス（LEXUS TEAM ZENT CERUMO #38 ZENT CERUMO LC500／LEXUS LC500 RI4AG）（シリーズ4位）
  - 全日本スーパーフォーミュラ選手権（JMS P.MU/CERUMO・INGING #1）（シリーズ3位・1勝）
- 2019年
  - SUPER GT・GT500クラス（LEXUS TEAM ZENT CERUMO #38 ZENT CERUMO LC500）（シリーズ4位）
  - 全日本スーパーフォーミュラ選手権（JMS P.MU/CERUMO・INGING #38）（シリーズ13位）
- 2020年
  - SUPER GT・GT500クラス（TGR TEAM ZENT CERUMO #38 ZENT GR Supra）（シリーズ10位）
  - 全日本スーパーフォーミュラ選手権（JMS P.MU/CERUMO・INGING #38）（シリーズ10位）
- 2021年 - SUPER GT・GT500クラス（TGR TEAM ZENT CERUMO #38 ZENT GR Supra）（シリーズ12位）
- 2022年 - SUPER GT・GT500クラス（TGR TEAM ZENT CERUMO #38 ZENT GR Supra）（シリーズ13位）
- 2023年 - SUPER GT・GT500クラス（TGR TEAM ZENT CERUMO #38 ZENT GR Supra）（シリーズ13位）
- 2024年 - SUPER GT・GT500クラス（TGR TEAM KeePer CERUMO #38 KeePer CERUMO GR Supra）

### フォーミュラ

#### 全日本フォーミュラ3選手権
| 年     | チーム              | エンジン | クラス | 1       | 2        | 3      | 4      | 5       | 6      | 7      | 8      | 9       | 10       | 11      | 12      | 13     | 14     | 15       | 16       | 17     | 18     | 19     | 20     | 順位 | ポイント |
| ------ | ------------------- | -------- | ------ | ------- | -------- | ------ | ------ | ------- | ------ | ------ | ------ | ------- | -------- | ------- | ------- | ------ | ------ | -------- | -------- | ------ | ------ | ------ | ------ | ---- | -------- |
| 2006年 | NOWモータースポーツ | トヨタ   |        | FSW1 12 | FSW2 Ret | SUZ1 8 | SUZ2 7 | TRM1 10 | TRM2 8 | OKA1 5 | OKA2 7 | SUZ1 5  | SUZ2 Ret | AUT1 10 | AUT2 8  | FSW1 7 | FSW2 8 | SUG1 Ret | SUG2 Ret | TRM1 1 | TRM2 6 |        |        | 9位  | 69       |
| 2007年 | TDP TEAM TOM'S      | トヨタ   |        | FSW1 2  | FSW2 4   | SUZ1 4 | SUZ2 2 | TRM1 4  | TRM2 2 | OKA1 1 | OKA2 7 | SUZ1 10 | SUZ2 8   | AUT1 6  | AUT2 11 | AUT3 4 | FSW1 6 | FSW2 5   | SEN1 2   | SEN2 2 | SEN3 1 | TRM1 4 | TRM2 3 | 4位  | 201      |

- 太字はポールポジション、斜字はファステストラップ。(key)

#### フォーミュラ・ニッポン/スーパーフォーミュラ
| 年     | チーム             | シャシー          | エンジン | 1       | 2        | 2       | 3      | 4       | 5       | 5        | 6       | 6       | 7       | 7       | 8     | 順位 | ポイント |
| ------ | ------------------ | ----------------- | -------- | ------- | -------- | ------- | ------ | ------- | ------- | -------- | ------- | ------- | ------- | ------- | ----- | ---- | -------- |
| 2008年 | Team LeMans        | ローラ・B06/51    | トヨタ   | FSW 7   | SUZ 13   | SUZ 13  | TRM 8  | OKA Ret | SUZ1 14 | SUZ2 Ret | TRM1 13 | TRM2 8  | FSW1 17 | FSW2 16 | SUG 9 | 16位 | 9        |
| 2009年 | Team LeMans        | スウィフト・017.n | トヨタ   | FSW 11  | SUZ 8    | SUZ 8   | TRM 3  | FSW 4   | SUZ 4   | SUZ 4    | TRM 4   | TRM 4   | AUT 5   | AUT 5   | SUG 5 | 6位  | 30       |
| 2010年 | Team LeMans        | スウィフト・017.n | トヨタ   | SUZ 10  | TRM Ret  | TRM Ret | FSW 6  | TRM 8   | SUG 4   | SUG 4    | AUT 3   | AUT 3   | SUZ1 7  | SUZ2 10 |       | 8位  | 16       |
| 2011年 | Team KYGNUS SUNOCO | スウィフト・017.n | トヨタ   | SUZ 8   | AUT 10   | AUT 10  | FSW 6  | TRM 7   | SUZ C   | SUZ C    | SUG 2   | SUG 2   | TRM1 6  | TRM2 6  |       | 6位  | 17       |
| 2014年 | P.MU/CERUMO·INGING | ダラーラ・SF14    | トヨタ   | SUZ 3   | FSW1 Ret | FSW2 11 | FSW 4  | TRM 2   | AUT 8   | AUT 8    | SUG 6   | SUG 6   | SUZ1 5  | SUZ2 7  |       | 5位  | 26       |
| 2015年 | P.MU/CERUMO·INGING | ダラーラ・SF14    | トヨタ   | SUZ 5   | OKA 1    | OKA 1   | FSW 3  | TRM 1   | AUT 2   | AUT 2    | SUG 5   | SUG 5   | SUZ1 2  | SUZ2 4  |       | 1位  | 51.5     |
| 2016年 | P.MU/CERUMO·INGING | ダラーラ・SF14    | トヨタ   | SUZ 11  | OKA 1    | OKA 1   | FSW 6  | TRM 3   | OKA1 7  | OKA2 3   | SUG 16  | SUG 16  | SUZ1 3  | SUZ2 3  |       | 5位  | 27       |
| 2017年 | P.MU/CERUMO·INGING | ダラーラ・SF14    | トヨタ   | SUZ 4   | OKA1 8   | OKA2 2  | FSW 1  | TRM 4   | AUT 4   | AUT 4    | SUG 6   | SUG 6   | SUZ1 C  | SUZ2 C  |       | 1位  | 33.5     |
| 2018年 | P.MU/CERUMO·INGING | ダラーラ・SF14    | トヨタ   | SUZ 4   | AUT C    | AUT C   | SUG 11 | FSW 2   | TRM 1   | TRM 1    | OKA 7   | OKA 7   | SUZ 11  | SUZ 11  |       | 3位  | 25       |
| 2019年 | P.MU/CERUMO·INGING | ダラーラ・SF19    | トヨタ   | SUZ Ret | AUT 9    | AUT 9   | SUG 7  | FSW 7   | TRM 6   | TRM 6    | OKA Ret | OKA Ret | SUZ 6   | SUZ 6   |       | 13位 | 10       |
| 2020年 | P.MU/CERUMO·INGING | ダラーラ・SF19    | トヨタ   | TRM 8   | OKA 2    | OKA 2   | SUG 8  | AUT 13  | SUZ 6   | SUZ 6    | SUZ 10  | SUZ 10  | FSW 12  | FSW 12  |       | 10位 | 27       |

- 太字はポールポジション、斜字はファステストラップ。(key)

### SUPER GT
| 年     | チーム                 | 使用車両                 | クラス | 1       | 2       | 3       | 4       | 5       | 6       | 7      | 8      | 9     | 順位 | ポイント |
| ------ | ---------------------- | ------------------------ | ------ | ------- | ------- | ------- | ------- | ------- | ------- | ------ | ------ | ----- | ---- | -------- |
| 2006年 | DHG Racing             | フォード・GT             | GT300  | SUZ     | OKA     | FSW     | SEP     | SUG     | SUZ Ret | TRM    | AUT    | FSW   | NC   | 0        |
| 2007年 | apr                    | トヨタ・MR-S             | GT300  | SUZ 3   | OKA 1   | FSW 3   | SEP 1   | SUG 15  | SUZ 14  | TRM 21 | AUT 9  | FSW 2 | 1位  | 89       |
| 2008年 | TOYOTA TEAM TSUCHIYA   | レクサス・SC430          | GT500  | SUZ 11  | OKA 11  | FSW 8   | SEP 4   | SUG 4   | SUZ 14  | TRM 10 | AUT 12 | FSW 8 | 15位 | 23       |
| 2009年 | LEXUS TEAM KRAFT       | レクサス・SC430          | GT500  | OKA 9   | SUZ 7   | FSW 5   | SEP 9   | SUG 12  | SUZ 1   | FSW 7  | AUT 7  | TRM 9 | 9位  | 44       |
| 2010年 | LEXUS TEAM KRAFT       | レクサス・SC430          | GT500  | SUZ 6   | OKA 9   | FSW 1   | SEP 7   | SUG Ret | SUZ 5   | FSW C  | TRM 8  |       | 6位  | 45       |
| 2011年 | LEXUS TEAM SARD        | レクサス・SC430          | GT500  | OKA 13  | FSW 6   | SEP 8   | SUG 2   | SUZ 5   | FSW 8   | AUT 15 | TRM 3  |       | 7位  | 40       |
| 2012年 | LEXUS TEAM SARD        | レクサス・SC430          | GT500  | OKA 9   | FSW 1   | SEP 4   | SUG 4   | SUZ Ret | FSW 6   | AUT 5  | TRM 4  |       | 3位  | 57       |
| 2013年 | LEXUS TEAM SARD        | レクサス・SC430          | GT500  | OKA 8   | FSW 4   | SEP 2   | SUG 4   | SUZ 9   | FSW 11  | AUT 7  | TRM 4  |       | 8位  | 47       |
| 2014年 | LEXUS TEAM SARD        | レクサス・RC F           | GT500  | OKA 4   | FSW 6   | AUT 11  | SUG 6   | FSW 12  | SUZ 12  | CHA 7  | TRM 9  |       | 13位 | 24       |
| 2015年 | LEXUS TEAM ZENT CERUMO | レクサス・RC F           | GT500  | OKA 3   | FSW Ret | CHA Ret | FSW 2   | SUZ 2   | SUG 10  | AUT 4  | TRM 5  |       | 4位  | 59       |
| 2016年 | LEXUS TEAM ZENT CERUMO | レクサス・RC F           | GT500  | OKA 6   | FSW 14  | SUG 3   | FSW 7   | SUZ 1   | CHA 15  | TRM 6  | TRM 9  |       | 6位  | 52       |
| 2017年 | LEXUS TEAM ZENT CERUMO | レクサス・LC500          | GT500  | OKA 4   | FSW 1   | AUT 10  | SUG 13  | FSW 3   | SUZ 10  | CHA 4  | TRM 3  |       | 4位  | 62       |
| 2018年 | LEXUS TEAM ZENT CERUMO | レクサス・LC500          | GT500  | OKA 8   | FSW 3   | SUZ 8   | CHA 4   | FSW 8   | SUG 5   | AUT 4  | TRM 2  |       | 4位  | 59       |
| 2019年 | LEXUS TEAM ZENT CERUMO | レクサス・LC500          | GT500  | OKA 8†  | FSW 1   | SUZ 6   | CHA 7   | FSW Ret | AUT 4   | SUG 11 | TRM 4  |       | 4位  | 46.5     |
| 2020年 | TGR TEAM ZENT CERUMO   | トヨタ・GRスープラ GT500 | GT500  | FSW 4   | FSW 7   | SUZ Ret | TRM 2   | FSW 9   | SUZ 5   | TRM 10 | FSW 8  |       | 10位 | 40       |
| 2021年 | TGR TEAM ZENT CERUMO   | トヨタ・GRスープラ GT500 | GT500  | OKA 6   | FSW Ret | SUZ 8   | TRM 8   | SUG Ret | AUT 2   | TRM 9  | FSW 5  |       | 12位 | 34       |
| 2022年 | TGR TEAM ZENT CERUMO   | トヨタ・GRスープラ GT500 | GT500  | OKA 4   | FSW 12  | SUZ Ret | FSW Ret | SUZ 15  | SUG 4   | AUT 15 | MOT 10 |       | 13位 | 17       |
| 2023年 | TGR TEAM ZENT CERUMO   | トヨタ・GRスープラ GT500 | GT500  | OKA 5   | FSW 13  | SUZ 10  | FSW 5   | SUZ 6   | SUG Ret | AUT 4  | MOT 11 |       | 13位 | 26       |
| 2024年 | TGR TEAM KeePer CERUMO | トヨタ・GRスープラ GT500 | GT500  | OKA 4   | FSW 5   | SUZ Ret | FSW 3   | SUZ 9   | SUG 2   | AUT 10 | MOT 3  |       | 4位  | 54       |
| 2025年 | TGR TEAM KeePer CERUMO | トヨタ・GRスープラ GT500 | GT500  | OKA Ret | FSW     | SEP     | FSW     | SUZ     | SUG     | AUT    | MOT    |       | NC*  | 0*       |

- 太字はポールポジション、斜字はファステストラップ。(key)
- † : ハーフポイント。レース周回数が75%未満で終了したため、得点が半分となる。
- * : 今シーズンの順位。